# Швабштедт
Швабштедт (нім. Schwabstedt) — громада в Німеччині, розташована в землі Шлезвіг-Гольштейн. Входить до складу району Північна Фризія. Складова частина об'єднання громад Нордзе-Трене.
Площа — 19,64 км2. Населення становить 1340 ос. (станом на 31 грудня 2020).

## Галерея

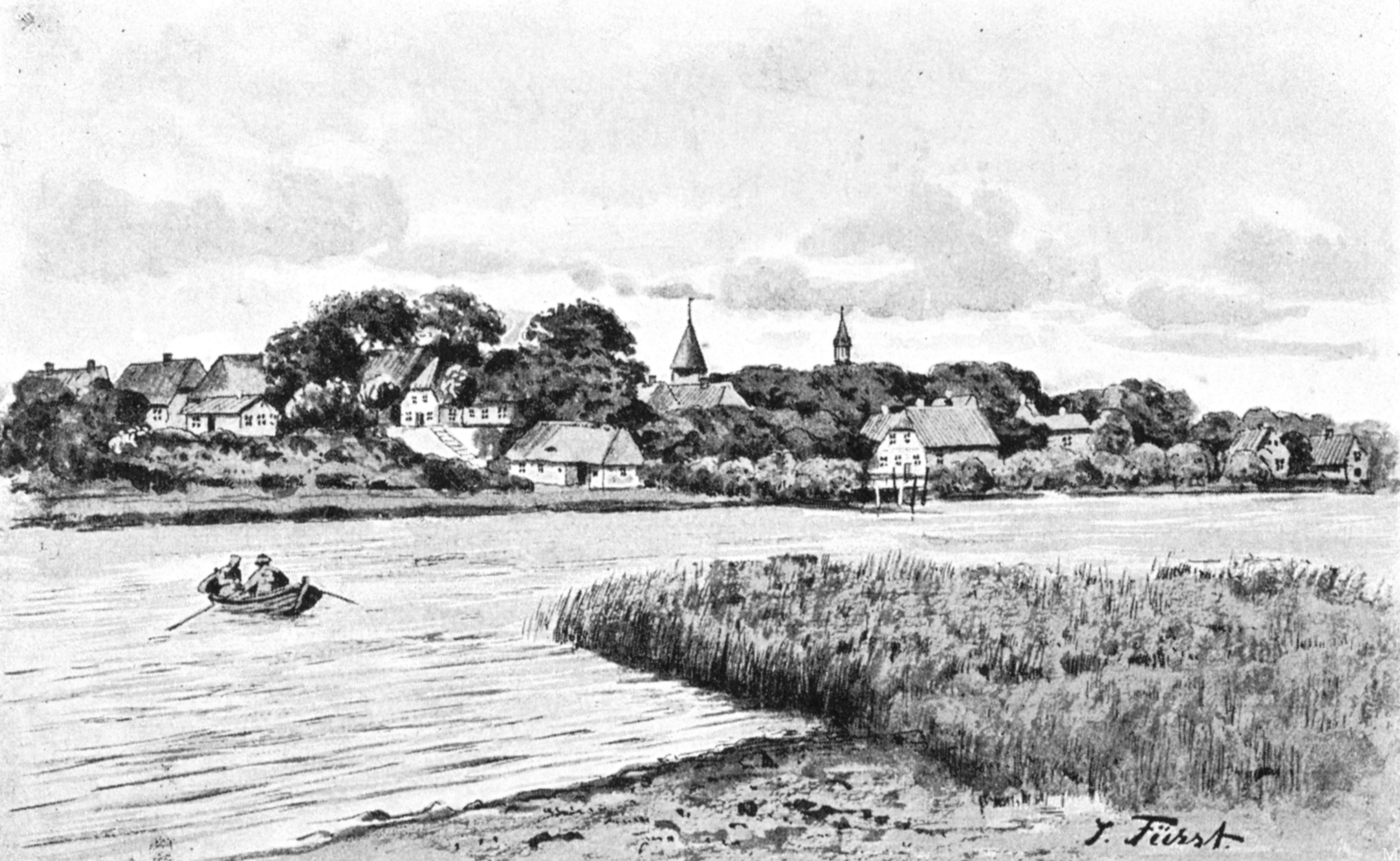
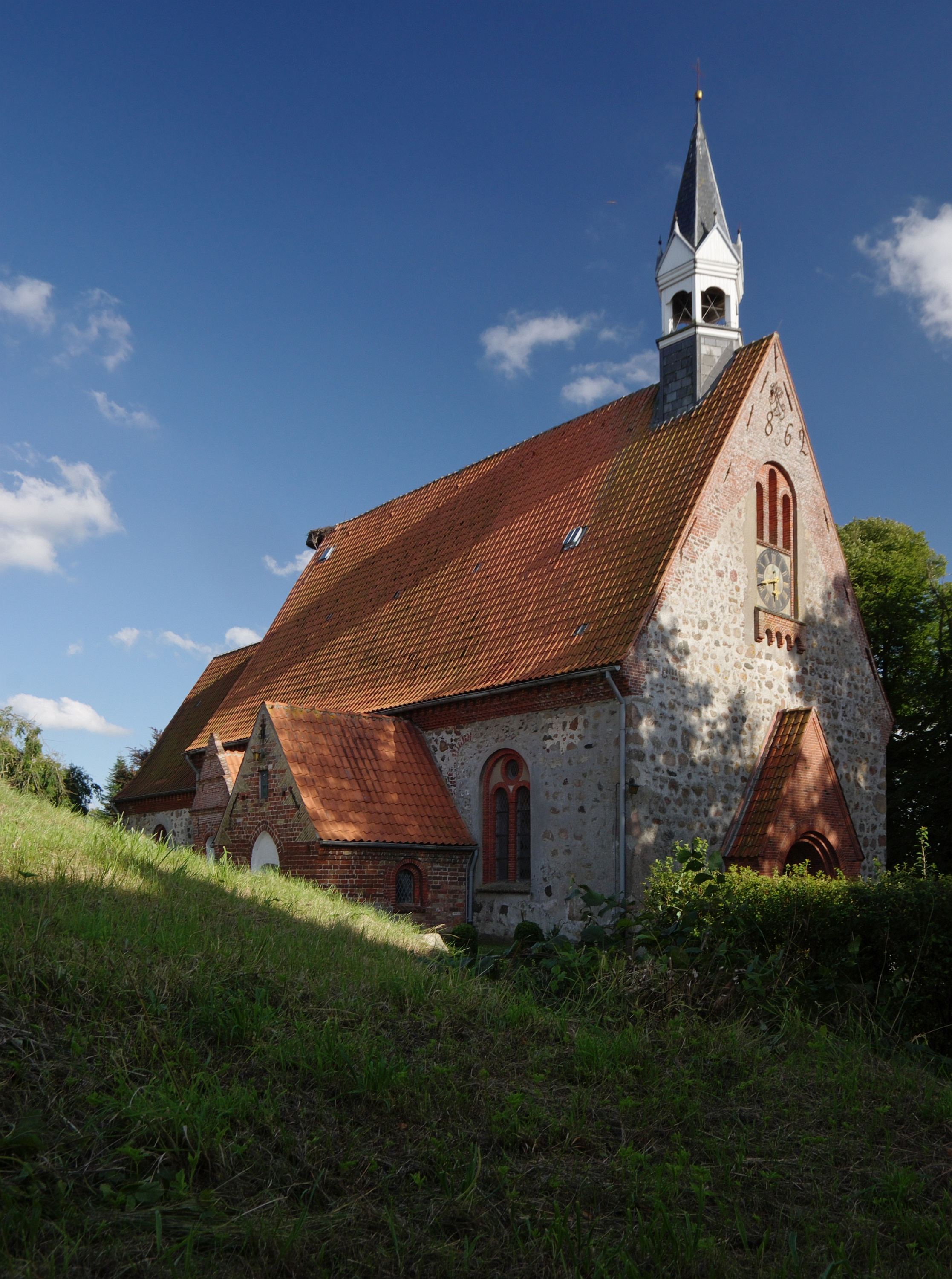
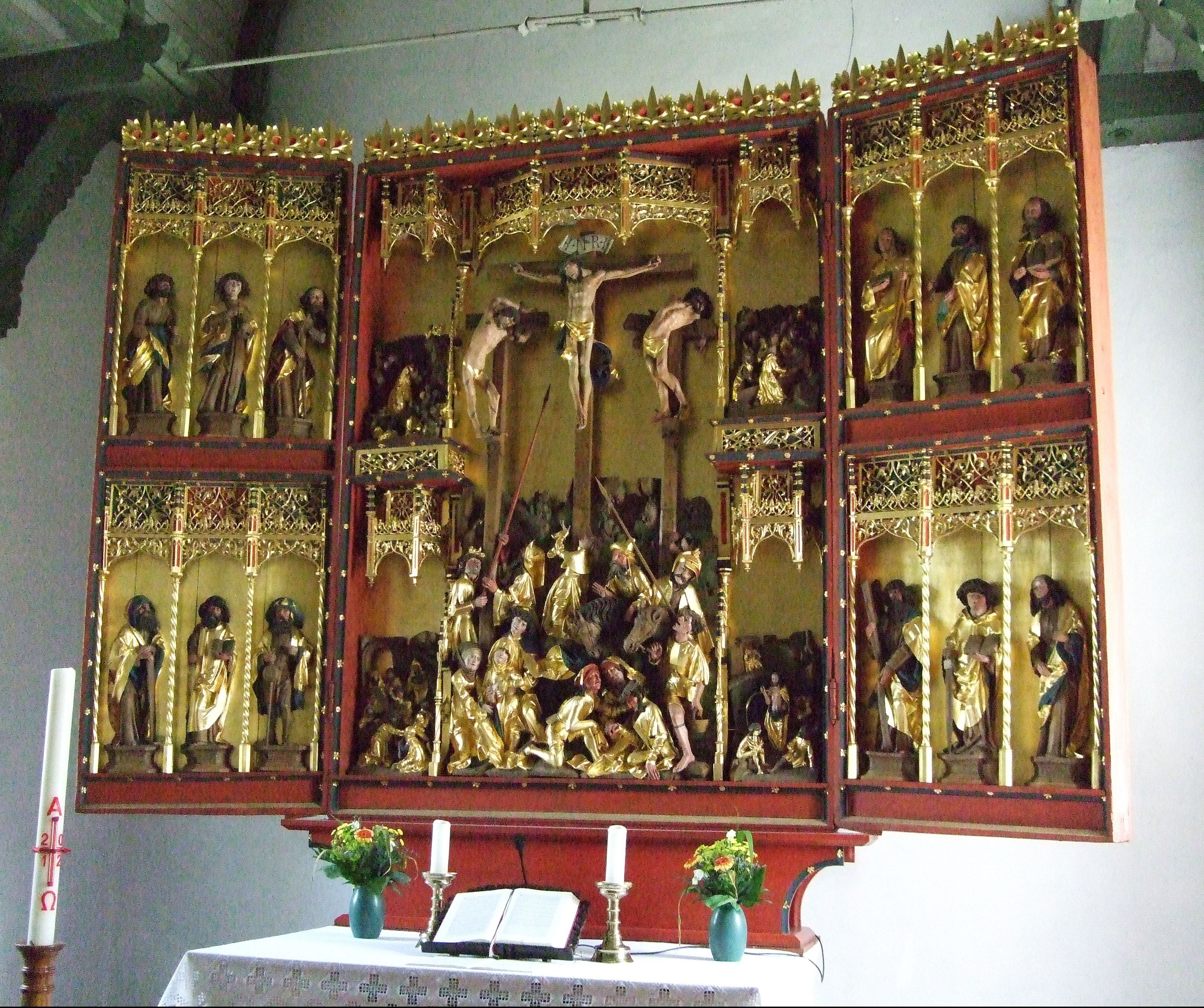